# Sbohem, má růžová zahrado
Sbohem, má růžová zahrado (japonsky さよならローズガーデン, Sajonara, rózu gáden) je japonská historická juri manga, kterou napsal/a a ilustroval/a Dr. Pepperco. Vydávána byla od 9. července 2018 do 13. ledna 2020
 v internetovém časopise MAGxiv nakladatelství Mag Garden. Sesbírána byla do 3 samostatných svazků, které byly vydávány mezi 10. lednem 2019 a 7. únorem 2020. V Česku byla tato série vydána v roce 2022 nakladatelstvím GATE, které spadá pod Knihy Dobrovský . V Severní Americe byly všechny svazky vydány v roce 2019 nakladatelstvím Seven Seas Entertainment.

## Děj
Příběh se odehrává na počátku 20. století. Pojednává o mladé Japonce Hanako Kudžó, která odcestuje do Anglie, aby si splnila svůj sen setkat se se samotářským spisovatelem Victorem Franksem a sama se stát spisovatelkou. Nechá se zaměstnat jako komorná u šlechtičny Alice Douglas. Ta jí nabídne, že ji Victoru Franksovi představí, avšak pouze pod podmínkou, že ji Hanako zabije. Zaskočená Hanako se rozhodne Alice lépe poznat, aby pochopila, co ji k této žádosti vedlo.

## Postavy
- Hanako Kudžó (九條 華子, Kudžó Hanako)

Aspirující spisovatelka, která odcestuje do Anglie v naději, že se setká se svým oblíbeným autorem Victorem Franksem. Místo toho se stane komornou šlechtičny Alice Douglas.
- Alice Douglas (アリス・ダグラス, Arisu Dagurasu)

Šlechtična, která zjistí, že Hanako hledá Victora Frankse, a rozhodne se ji najmout do svých služeb. Obává se zvěstí kolujících o jejím dřívějším milostném poměru s vychovatelkou.
- Eliza McGovern (イライザ・マクガヴァン, Iraizu Makugawan)

Alicina bývalá vychovatelka a dávná láska. Pro zachování Aliciny pověsti byla poslána jako učitelka do Japonska.
- Edward (エドワード, Edowádo)

Šlechtic, který má uzavřít dohodnutý sňatek s Alicí. Doufá, že jejich manželství umlčí zvěsti o Alicině vztahu s Elizou. Podezírá, že má Alice poměr s Hanako.

## Média

### Manga
| Č. | Původní datum vydání | Původní ISBN | České datum vydání | České ISBN        |
| -- | -------------------- | ------------ | ------------------ | ----------------- |
| 1  | 10. ledna 2019       | 4800008239   | 31. srpna 2022     | 978-80-277-1329-5 |
| 2  | 9. srpna 2019        | 4800008832   | 29. září 2022      | 978-80-277-1330-1 |
| 3  | 7. února 2022        | 4800009367   | 26. října 2022     | 978-80-277-1331-8 |

### Činoherní předčítání
8. a 9. února 2020 byla manga předčítána v tokijském divadle TACCS1179. Hanako ztvárnila Moeka Koizumi a Alice ztvárnila Kaja Okuno.